# آگوست تالهایمر

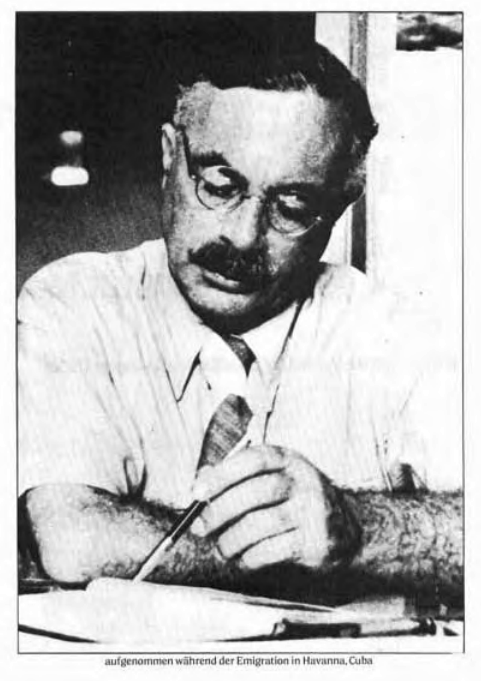
آگوست تالهایمر در هاوانا، کوبا - دهه ۱۹۴۰

آگوست تالهایمر (به آلمانی: August Thalheimer) (زاده ۱۸ مارس ۱۸۸۴ در اوبرزولم، آلمان - درگذشته ۱۹ سپتامبر ۱۹۴۸ در هاوانا، کوبا) تئوریسین برجستهٔ چپ آلمانی بود.
او در سال ۱۹۲۸ میلادی به اتهام «انحراف راست» از حزب کمونیست آلمان اخراج شد.